# (35052) 1982 JY1
(35052) 1982 JY1 es un asteroide perteneciente al cinturón de asteroides, descubierto el 15 de mayo de 1982 por el equipo del Observatorio del Monte Palomar desde el Observatorio del Monte Palomar, Estados Unidos.

## Designación y nombre
Designado provisionalmente como 1982 JY1.

## Características orbitales
1982 JY1 está situado a una distancia media del Sol de 3,025 ua, pudiendo alejarse hasta 3,268 ua y acercarse hasta 2,783 ua. Su excentricidad es 0,080 y la inclinación orbital 6,036 grados. Emplea 1922,57 días en completar una órbita alrededor del Sol.

## Características físicas
La magnitud absoluta de 1982 JY1 es 14,5. Tiene 7,224 km de diámetro y su albedo se estima en 0,049. 